# Moislains
Moislains (picardisch: Molin) ist eine französische Gemeinde mit 1118 Einwohnern (Stand 1. Januar 2022) im Département Somme in der Region Hauts-de-France im Norden von Frankreich. Die Gemeinde gehört zum Kanton Péronne und ist Teil der Communauté de communes de la Haute Somme.

## Geographie
Die Gemeinde liegt am Canal du Nord und am Bach Tortille und wird von den Départementsstraßen D43, D184 und D149 berührt.

## Denkmäler und Sehenswürdigkeiten
- Die Kirche St-Pierre wurde von 1928 bis 1932 von dem Architekten Louis Faille wiederaufgebaut. Sie besitzt eine Kunstverglasung von Gérard Ansart.
- Militärfriedhof (Nécropole nationale) für die Gefallenen der 123. und der 124. Infanteriebrigade. Das Denkmal trägt sie Inschrift: „La Charente à ses enfants morts pour la France le 28 août 1914.“

## Geschichte
Die Gemeinde wurde  mit dem Croix de guerre 1914–1918 ausgezeichnet.

## Bevölkerungsentwicklung
| 1962 | 1968 | 1975 | 1982 | 1990 | 1999 | 2006 |
| ---- | ---- | ---- | ---- | ---- | ---- | ---- |
| 1463 | 1579 | 1464 | 1434 | 1376 | 1366 | 1319 |

## Verwaltung
Bürgermeister (Maire) ist seit 2008 Jean Hugues Mention.